# كيفين تابوكو
كيفين تابوكو (بالفرنسية: Kevin Tapoko) (13 أبريل 1994 بلافال في فرنسا - ) هو لاعب كرة قدم فرنسي في مركز الوسط. شارك مع منتخب فرنسا تحت 16 سنة لكرة القدم. أما مع النوادي، فقد لعب مع آود هيفرلي لوفين وموسكرون بيروفيلز ونادي لوزان وK.F.C. Dessel Sport ‏.

## روابط خارجية
- كيفين تابوكو على موقع قاعدة بيانات كرة القدم.إي يو (الإنجليزية)
- كيفين تابوكو على موقع Soccerway.com (الإنجليزية)
- كيفين تابوكو على موقع عالم كرة القدم.نت (الإنجليزية)
- كيفين تابوكو على موقع GSA (الإنجليزية)